# Lebadeia
Lebadeia (grekiska Λιβαδεια, nygrekiskt uttal Livadia) är en stad i centrala Grekland, huvudstad i prefekturen Boiotien. År 2001 hade staden 21 492 invånare.

## Geografi
Staden ligger vid ån Herkyna på nordvästra sidan av berget Helikon, och väster om den forna Kopaissjön. Ån drev förr i tiden bomullsspinnerier och valkkvarnar, och Lebadeia var då ett centrum för bomullshandeln i Grekland.

## Historia
Enligt Pausanias hette staden i äldsta tid Mideia. Den var under antiken bekant genom ett av den trofoniske Zeus orakel, som på 500-talet f.Kr. lär ha rådfrågats av kung Kroisos, och som fanns kvar ännu på 100-talet e.Kr. Trofonios tempel var utsmyckat med en bildstod av Praxiteles.
I den äldre historien omtalas Lebadeia sällan. Den bildade tillsammans med Haliartos och Koroneia en krets, förstördes 395 f. Kr. av Lysander men blomstrade åter upp och blev senare en av Greklands präktigaste städer, utförligt beskriven av Pausanias.
På medeltiden var den en av centrala Greklands viktigaste städer, och under osmanskt välde var den säte för regeringen i centrala Grekland, som därefter även har kallats Livadien.